# Surama
Surama – indiańska wioska w regionie Upper Takutu-Upper Essequibo w Gujanie.
Lokalizacja była zamieszkiwana sporadycznie. Na początku XX wieku przez teren przebiegał szlak, którym pędzono bydło. Surama była miejscem postoju na szlaku. Gdy znaczenie szlaku zmalało, Surama opustoszała. Współczesną osadę założyli w latach siedemdziesiątych XX wieku bracia Fred i Theo Allicockowie.
Obszar wioski zajmuje obszar 12,95 km² w dolinie rzeki Burro-Burro na granicy lasów deszczowych i sawanny. Osadę otacza chroniony obszar lasu Iwokrama i wzniesienia pasma górskiego Pacaraima. Na wschód od wioski znajduje się szczyt Surama.
Od momentu wybudowania w latach siedemdziesiątych XX wieku drogi łączącej Linden z Lethem w wiosce rozwija się ekoturystyka. W 2011 roku wybudowano hotel Surama Eco-Lodge, opisany w artykule na łamach miesięcznika National Geographic.
Do połowy lat dziewięćdziesiątych XX wieku gospodarka Suramy opierała się głównie na rolnictwie na własne potrzeby, a mężczyźni podejmowali płatną pracę jako drwale lub górnicy w kopalniach złota w północno-zachodnim regionie Gujany lub w Brazylii. W 2010 około 60% dochodów Suramy przyniosła turystyka, 75% gospodarstw domowych czerpało dochody z handlu turystycznego.